# Margaret Schlauch
Margaret Schlauch (ur. 25 września 1898 w Filadelfii w stanie Pensylwania w USA, zm. 19 lipca 1986 w Warszawie) – amerykańsko-polska filolożka, literaturoznawczyni, językoznawczyni i mediewistka.

## Życiorys
Była córką Williama Storba Schlaucha (1873–1953), wybitnego amerykańskiego matematyka, profesora New York University i Margaret z domu Brosnahan (1872–1947). Opublikowała ponad 140 wielokrotnie wznawianych zarówno w Polsce, jak i za granicą prac, a jej szerokie zainteresowania naukowe koncentrowały się w obrębie językoznawstwa teoretycznego, historii języka angielskiego, historii, wersologii, filozofii marksistowskiej, literatury angielskiej i amerykańskiej (ze szczególnym uwzględnieniem stylistyki), literatury islandzkiej i staroislandzkiej oraz komparatystyki. Margaret Schlauch studiowała i pracowała w Barnard College, na Uniwersytecie Columbia, Uniwersytecie Nowojorskim, Uniwersytecie w Chicago oraz Uniwersytecie Johnsa Hopkinsa w Baltimore w stanie Maryland w Stanach Zjednoczonych, a także na uniwersytetach Ludwika i Maksymiliana w Monachium oraz Humboldtów w Berlinie. Od 1951 należała do PZPR i w tym samym roku została profesorem, a od 1954 kierowniczka Katedry Anglistyki Uniwersytetu Warszawskiego.
Odznaczona Krzyżem Oficerskim Orderu Odrodzenia Polski, Medalem 40-lecia Polski Ludowej i Krzyżem Kawalerskim Orderu Sokoła Islandzkiego (1968).

## Wybrana bibliografia
- Antecedents of the English novel, 1400–1600 (from Chaucer to Deloney)
- Chaucer’s Constance and accused queens
- The English language in modern times: since 1400
- From exemplum to novella; a case history
- The gift of language
- The gift of tongues
- The language of James Joyce
- Medieval narrative; a book of translations
- Modern English and American poetry: techniques and ideologies
- Romance in Iceland
- Who are the Aryans?
- English medieval literature and its social foundations
- Language and the study of language today
- Outline history of the English language: 1400 – to the present
- Artyzm klasycznych sag islandzkich
- Stare sagi islandzkie
- Zarys wersyfikacji angielskiej